# Barytarbes lalashanensis
Barytarbes lalashanensis là một loài tò vò trong họ Ichneumonidae.